# Cancio (nombre)
Cancio es un nombre propio masculino de origen latino en su variante en español. Su significado es canto, canción. Proviene de Cantius, de cantus ("canto"), con el sufijo -ius de los gentilicios.

## Santoral
- 31 de mayo: Santos Cancio, Canciano y Cancianila.
- 23 de diciembre: San Juan Cancio.

## Variantes en otros idiomas
| Variantes en otras lenguas | Variantes en otras lenguas |
| -------------------------- | -------------------------- |
| Español                    | Cancio                     |
| Alemán                     | Cantius                    |
| Catalán                    | Canci                      |
| Esloveno                   | Kancij                     |
| Francés                    | Cant                       |
| Inglés                     | Cantius                    |
| Italiano                   | Canzio                     |
| Latín                      | Cantius                    |
| Polaco                     | Kancjusz, Kanty            |
| Portugués                  | Câncio                     |